# فرمستاد
فرمستاد (به سوئدی: Främmestad) یک منطقهٔ مسکونی در سوئد است که در بخش اسونگا واقع شده‌است. فرمستاد ۰٫۵۱ کیلومتر مربع مساحت و ۳۹۳ نفر جمعیت دارد.